# Anchamps
Anchamps és un municipi francès situat al departament de les Ardenes i a la regió del Gran Est. L'any 2007 tenia 226 habitants.

## Demografia

### Població
El 2007 la població de fet d'Anchamps era de 226 persones. Hi havia 89 famílies de les quals 20 eren unipersonals (4 homes vivint sols i 16 dones vivint soles), 24 parelles sense fills, 37 parelles amb fills i 8 famílies monoparentals amb fills.
La població ha evolucionat segons el següent gràfic:
Habitants censats

### Habitatges
El 2007 hi havia 121 habitatges, 89 eren l'habitatge principal de la família, 29 eren segones residències i 3 estaven desocupats. 107 eren cases i 1 era un apartament. Dels 89 habitatges principals, 79 estaven ocupats pels seus propietaris i 9 estaven llogats i ocupats pels llogaters; 3 tenien dues cambres, 6 en tenien tres, 27 en tenien quatre i 52 en tenien cinc o més. 68 habitatges disposaven pel capbaix d'una plaça de pàrquing. A 34 habitatges hi havia un automòbil i a 40 n'hi havia dos o més.

### Piràmide de població
La piràmide de població per edats i sexe el 2009 era:
| Homes | Edats   | Dones |
| ----- | ------- | ----- |
| 0     | 95 o +  | 0     |
| 0     | 90 a 94 | 4     |
| 0     | 85 a 89 | 4     |
| 0     | 80 a 84 | 0     |
| 0     | 75 a 79 | 0     |
| 4     | 70 a 74 | 0     |
| 8     | 65 a 69 | 16    |
| 8     | 60 a 64 | 8     |
| 0     | 55 a 59 | 4     |
| 0     | 50 a 54 | 0     |
| 12    | 45 a 49 | 8     |
| 8     | 40 a 44 | 8     |
| 8     | 35 a 39 | 4     |
| 12    | 30 a 34 | 8     |
| 4     | 25 a 29 | 8     |
| 8     | 20 a 24 | 4     |
| 12    | 15 a 19 | 8     |
| 4     | 10 a 14 | 12    |
| 8     | 5 a 9   | 4     |
| 4     | 0 a 4   | 4     |

## Economia
El 2007 la població en edat de treballar era de 147 persones, 100 eren actives i 47 eren inactives. De les 100 persones actives 79 estaven ocupades (48 homes i 31 dones) i 21 estaven aturades (8 homes i 13 dones). De les 47 persones inactives 14 estaven jubilades, 11 estaven estudiant i 22 estaven classificades com a «altres inactius».

### Ingressos
El 2009 a Anchamps hi havia 94 unitats fiscals que integraven 239 persones, la mediana anual d'ingressos fiscals per persona era de 16.230 €.

## Equipaments sanitaris i escolars
```
Anchamps
 disposava d'un col·legi d'educació secundària amb 228 alumnes.
```

## Poblacions més properes
El següent diagrama mostra les poblacions més properes.